# Euthriostoma
Euthriostoma là một chi ốc biển, là động vật thân mềm chân bụng sống ở biển trong họ Buccinidae.

## Các loài
Các loài trong chi Euthriostoma gồm có:
- Euthriostoma saharicum (Locard, 1897)[2]